# Tokyo Indoor 1979
Il Tokyo Indoor 1979 è stato un torneo di tennis giocato sintetico indoor. È stata la 2ª edizione del Tokyo Indoor, che fa parte del Colgate-Palmolive Grand Prix 1979. Si è giocato a Tokyo in Giappone dal 30 ottobre al 5 novembre 1979.

## Campioni

### Singolare maschile
Björn Borg ha battuto in finale  Jimmy Connors con il punteggio di 6–2, 6–2

### Doppio maschile
Marty Riessen /  Sherwood Stewart hanno battuto in finale  Mike Cahill /  Terry Moor con il punteggio di 6–4, 7–6